# 双子の有名人の一覧
双子の有名人の一覧（ふたごのゆうめいじんのいちらん）は、双生児である有名人（双方共に有名人である場合に限る）の人名の一覧である。

## 芸能人

### 歌手・ミュージシャン
- Hi∞Fu - Hi（ひー 双子姉）、Fu（ふー 双子妹）
- アート・ファーマー（アディソン・ファーマー）- ジャズ・ミュージシャン
- あいあい - 池田早苗、池田由美
- AUN - 井上良平、井上公平
- あ☆ぅん （現「ALLaNHiLLZ」）- 井出匠、井出匡
- ACKEE & SALTFISH - SALTFISH、ACKEE
- a・chi-a・chi - 今井永、今井久
- ARAHIS - アナスタシア・ゴロヴィナ、ヴェロニカ・ゴロヴィナ
- 伊﨑右典、伊﨑央登（「FLAME」のメンバー）
- 石川直美、石川和美（「LOVE YOURS」のメンバー）
- ウインク - カン・ジュヒ、カン・スンヒ
- ウェイ、チョア（「CRAYON POP」のメンバー）
- 植松行樹、植松樹葉（「万華鏡」のメンバー）
- VOICE (ユニット) - 別所秀彦、別所芳彦
- 鶯と燕 - 黄鶯、黄燕
- S-Sence - 斎藤環、斎藤希
- 大串修司、大串竜司（「the OYSTARS」のメンバー）
- 大分姉妹（女性デュオ） - 安東きよ香、安東あき香
- 大木温之、大木知之 - 温之は「The ピーズ」のメンバー、知之は「カステラ」の元メンバーで現「TOMOVSKY」
- All Night Dynamite - デニー・ダイナマイト、ジョーイ・ダイナマイト
- ON/OFF - 坂本直弥、坂本和弥
- GARDEN - 嶋田衛、嶋田繁
- Cup's - 内田幸宏、内田宣弘
- ロビン・ギブ、モーリス・ギブ（「ビージーズ」のメンバー）
- くにくに - 坪田久仁香、坪田久仁穂（「ami〜gas」、「マイガールフレンズ」の元メンバー）
- マット・ゴス（英語版）、ルーク・ゴス（「ブロス」のメンバー）
- 健太康太 - 健太(兄)、康太(弟)
- こまどり姉妹 - 並木栄子、並木葉子
- ザ・ヴェロニカズ - リサ、ジェス
- サスケ - 大垣勝正、大垣隆正
- ザ・バーズ - 豊田順子、豊田礼子
- ザ・ピーナッツ - 伊藤エミ、伊藤ユミ
- ザ・リリーズ - つばめ奈緒美、つばめ真由美
- GEMINI - Kaoru、Hitomi
- Jumelles - CHIHIRO、MICHIRU
- ジュンス（JYJ）、JUNO
- ショコラ、ヒーコ
- 佐藤ニキ、佐藤里奈（「PRECOCI」のメンバー）
- ＃SOAR - 陽、洋
- SOLER - ジュリオ・アコンチ、ディノ・アコンチ
- たまりの - 佐々木珠乃、佐々木梨乃
- the cheeky girls - モニカ・イリミア、ガブリエラ・イリミア
- TWiN PARADOX(ツインパラドックス)  - 二葉勇、二葉要
- 周志文、周志康
- トゥウィーンズ - ダニエラ・ニーズロヴァー、ヴェロニカ・ニーズロヴァー
- 2*Sweet - 萱野可芬、萱野可芳
- TWILL - Michiko、Yoko
- ドリーミング - 寺田千代、寺田嘉代
- 奈津子、大木亜希子（元「SDN48」のメンバー）
- Neko Jump - Noey（Nuey）、Jam
- By2 - Miko、Yumi
- ジャニス・ビダル、ジル・ビダル
- アンダース・ビョーラー、ヨナス・ビョーラー （｢アット・ザ・ゲイツ｣、｢ザ・ホーンテッド｣のメンバー）
- FLIP-FLAP - AIKO、YUKO
- PENPALS - 上条欽也、上条盛也
- HOTTWINS - TAKA、ミヤビーナ
- ベンジー・マデン、ジョエル・マデン（「グッド・シャーロット」のメンバー）
- 茉奈 佳奈
- MariEri - 古川まり、古川えり
- Mika+Rika
- 三原健司、三原康司（「フレデリック」のメンバー）
- 村上宏之、村上孝之（「ブリザード」のメンバー）
- 森川すみ、森川まな（「UPローチ」のメンバー）
- 山田姉妹 - 山田華、山田麗
- 楊玲楊晶 - 楊玲、楊晶
- 祐子と弥生 - 千葉弥生、千葉祐子
- 米脇明彦、米脇伸彦（「平家派」のメンバー）
- リトル・ピンク - 内藤佳緒利、内藤佐緒利
- Reborn - 剣琴（Areida）、剣琪（Ashley）
- リュ・ヒョヨン、リュ・ファヨン - ヒョヨンは5Dollsの、ファヨンはT-ARAのメンバー
- RYUKYUDISKO - 廣山哲史、廣山陽介
- Linda - 林田千穂、林田美春
- リンリン・ランラン - リンリン、ランラン
- レッド・ペッパー・ガールズ - マイ、マミ
- Rococo（ロココ） - aiko、naoko
- ロコとエッコ（トゥインクル・シスターズ） - 湯本浩子、湯本悦子（「アンクルリッキーとファミリー」のメンバー）

### 俳優・女優
- 鮎川三鶴、鮎川三千代
- イ・ウンジュ、イ・ウンシル
- 五十嵐五十鈴、五十嵐美鈴
- 上田尚美、上田和美
- ローレン・ヴェレス、ロレイン・ヴェレス（英語版）
- ウォーターハウス美希、ウォーターハウス亜耶
- 大窪汐里、大窪凪沙
- 大月恵、大月悠
- 大和田唯斗、大和田凱斗
- 沖本姉妹 - 沖本富美代、沖本美智代
- 尾崎亜衣、尾崎由衣
- 小野寺慶之、小野寺文哉
- オルセン姉妹 - アシュレー・オルセン、メアリー=ケイト・オルセン（「フルハウス」ミシェル）
- 北山伊万里、北山向日葵
- 邦アンナ、邦カンナ
- リンゼイ&シドニー・グリーンブッシュ
- 香路まさみ、香路ひでみ
- 齋藤佳太、齋藤昌太
- 斉藤祥太、斉藤慶太
- 斎藤洋一郎、斎藤准一郎
- 笹良える、希世みらの
- 佐野岳、佐野渓
- 佐野文彦、佐野正幸
- 渋谷龍生、渋谷樹生
- 鈴奈美央、鈴奈沙也
- ディラン&コール・スプラウス - ディラン・スプラウス、コール・スプラウス
- 関孔、関優
- 関谷理香、関谷由香
- 高木万平、高木心平
- ブリタニー・ダニエル（英語版）、シンシア・ダニエル（英語版）
- 塚本将、塚本僚
- 土屋大輔、土屋圭輔
- 中村美香・梨香 - 中村美香、中村梨香
- 野村飛鳥、野村純花
- 野村光徳・好徳 - 野村光徳、野村好徳
- 蜂須賀祐一、蜂須賀昭二
- レスリー・ハミルトン、リンダ・ハミルトン
- 春野亜衣梨、春野亜里紗
- ピチャノフスキー姉妹 - ブラジェナ・ピチャノフスキー、ボビナ・ピチャノフスキー
- デイジー・ヒルトン、ヴァイオレット・ヒルトン姉妹 - デイジー・ヒルトン、ヴァイオレット・ヒルトン
- ジェームズ・フェルプス、オリバー・フェルプス
- ニコラス・ブレンドン、ケリー・ドノヴァン（wikidata）
- エリン・マーフィ、ダイアン・マーフィ
- 益子智行、益子和浩
- 松山慶吾、松山翔吾
- マナカナ - 三倉茉奈、三倉佳奈
- MIOYAE - MIO、YAE
- 湊谷愛優・真優 - 湊谷愛優、湊谷真優
- 山中健太、山中翔太
- 夢羽美友、夢花らん
- スカーレット・ヨハンソン、ハンター・ヨハンソン
- 蘭乃はな、すみれ乃麗
- オーガスティン・リー、グレゴリー・リー
- 李志希、李志奇
- 巴ひかり、鈴音まゆ

### モデル
- ASAMI、UsukeDevil
- AMIAYA - 鈴木亜耶、鈴木亜美
- 蛯原友里、蛯原英里
- 大谷柚捺、大谷柚稀
- Sandy & Mandy - Sandy、Mandy
- 孫きょう、ソンイ
- 高橋兄弟 - 高橋清文、高橋正宇
- 橘美帆、橘美波
- 谷奥えま、谷奥えり
- 永山飛鳥、永山杏佳
- のりたえ - たえ、のり
- 樋浦結花、樋浦舞花
- 松岡恵望子、松岡璃奈子
- 松下隆子、松下晶子
- 森本季子、森本育子
- 柚季菜摘、柚季智美
- YOUHEI、KEISUKE
- 吉川ちえ、吉川ちか
- mimmam - mam、mim

### タレント
- アイリーン&エリカ - アイリーン、エリカ
- 蒼あんな・れいな - 蒼あんな、蒼れいな
- アン☆ドゥ - 森下雅美、森下里美
- 石原愛、石原望
- 伊藤なつ、伊藤かな
- 伊藤ちさと、伊藤みさと
- 魚路達也、魚路和也
- 江端兄弟 - 江端郁己、江端郁世
- 小笠原翼、小笠原隼
- 岡本優、岡本修
- おすぎとピーコ - ピーコ、おすぎ
- 金井みなみ、金井ななみ
- キューピット - 泉山恵美子、泉山由美子
- 工藤兄弟 - 工藤順一郎、工藤光一郎
- 志鎌拓大、志鎌啓大
- 鈴木拓巳、鈴木拓哉
- 鈴木みな・まりあ - 鈴木みな、鈴木まりあ
- 根来将光、根来孟秀
- 町田昇平、町田耕平
- 矢敷真帆・梨紗 - 矢敷真帆、矢敷梨紗
- 山口明日香、山口まどか
- 森ふう花、柊きき

### お笑いコンビ
- ADVANCE - カズキ、ユウキ
- ザ・たっち - たくや、かずや
- ダイタク - 吉本大、吉本拓
- ツインズ - 長塚崇宏、長塚啓佑
- Dr.ハインリッヒ - 山内彩、山内幸
- 広海・深海 - 広海、深海
- ポップコーン正一・正二 - ポップコーン正一、ポップコーン正二
- ホライゾン - 朝日、夕日
- ☆まかりな☆ - 佳奈、真里
- 吉田たち - 吉田雄平、吉田康平

### 声優
- 中嶋あき、中嶋ヒロ
- 水純なな歩、中家志穂
- 松田利冴、松田颯水

### その他
- 寺島ひろみ・まゆみ姉妹 - 寺島ひろみ、寺島まゆみ（バレエダンサー）
- 堀内元、堀内充（バレエダンサー）
- リャンヒョン・リャンハ - リャンヒョン、リャンハ（ダンスデュオ）

## スポーツ選手

### 格闘技

#### 総合格闘技
- アントニオ・ホドリゴ・ノゲイラ、アントニオ・ホジェリオ・ノゲイラ
- マット・ヒューズ、マーク・ヒューズ
- スダリオ剛、貴賢神

#### ボクシング
- カズ有沢、コウジ有沢
- カオサイ・ギャラクシー、カオコー・ギャラクシー
- アマラー・ゴーキャットジム、ヤニー・ゴーキャットジム
- チャナ・ポーパオイン、ソンクラーム・ポーパオイン
- ジャーメル・チャーロ、ジャーモール・チャーロ

#### キックボクシング
- 江幡睦、江幡塁
- 梶原龍児、梶原洋樹
- 壮泰、山本佑機

#### プロレス

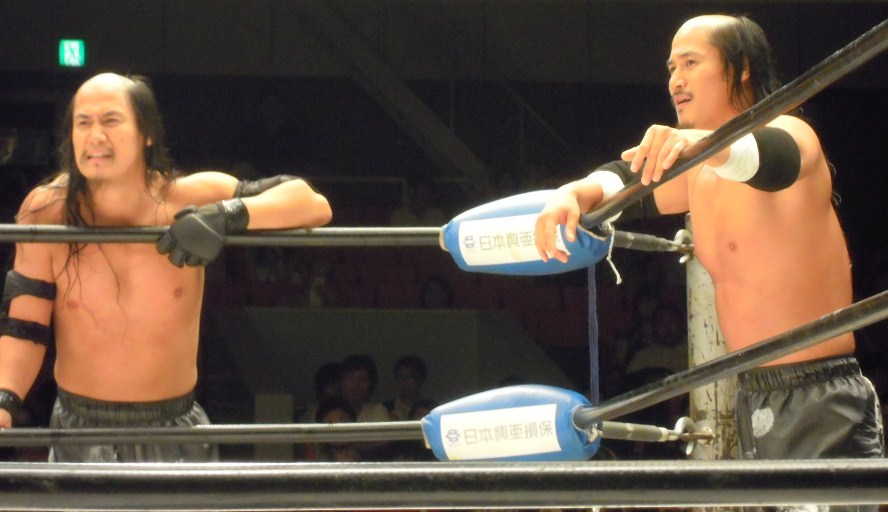
バラモン兄弟
（左・ケイ、右・シュウ）

- ウーソズ - ジェイ・ウーソ、ジミー・ウーソ
- ザ・ヘッドハンターズ - ヘッドハンターA、ヘッドハンターB
- ハース・ブラザーズ - チャーリー・ハース、ラス・ハース
- バラモン兄弟 - バラモン・シュウ、バラモン・ケイ
- 不動力也、下田大作
- ベラ・ツインズ - ニッキー・ベラ、ブリー・ベラ
- 斉藤ブラザーズ - 斉藤ジュン、斉藤レイ
- 吏南、妃南

#### レスリング
- 長島和幸、長島正彦
- セルゲイ・ベログラゾフ（英語版）、アナトリー・ベログラゾフ（英語版）
- 湯元健一、湯元進一

### 球技

#### 野球
- マイク・エドワーズ、マーシャル・エドワーズ（英語版）
- 川口隼人、川口寛人
- オジー・カンセコ、ホセ・カンセコ
- デイモン・マイナー、ライアン・マイナー（英語版）
- マーク・ミムズ、マイク・ミムズ（英語版）

#### サッカー
- ハミト・アルトゥントップ、ハリル・アルトゥントップ
- ショタ・アルベラーゼ、アルチル・アルベラーゼ（英語版）
- 池尻凪沙、池尻茉由
- 大竹奈美、大竹由美
- 大谷圭志、大谷昌司
- 大西康平、大西容平
- フアン・ミゲル・カジェホン・ブエーノ、ホセ・マリア・カジェホン・ブエーノ
- 岸田和人、岸田翔平
- キローラン木鈴、キローラン菜入
- ジョエル・グリフィス、アダム・グリフィス
- 黒木恭平、黒木晃平
- キリル・コムバロフ、ドミトリ・コムバロフ
- 佐藤勇人、佐藤寿人
- アラン・ジェラウド・デ・メロ・サントス、アレックス・アントニオ・デ・メロ・サントス
- ミハウ・ジェヴワコフ、マルチン・ジェヴワコフ（英語版）
- ファビオ・ペレイラ・ダ・シウヴァ、ラファエウ・ペレイラ・ダ・シウヴァ
- スリー・スカ、スラット・スカ
- 杉山誠、杉山実
- クリスティアン・ゼノーニ、ダミアーノ・ゼノーニ
- 手倉森誠、手倉森浩
- ダビド・デゲン、フィリップ・デゲン
- フランク・デ・ブール、ロナルド・デ・ブール
- ホルヘ・デリー・バルデス、フリオ・デリー・バルデス
- ギジェルモ・バロスケロット、グスタボ・バロスケロット
- ウィリー・ファン・デ・ケルクホフ、レネ・ファン・デ・ケルクホフ
- アントニオ・フィリッピーニ、エマヌエレ・フィリッピーニ
- ハビエル・フラーニョ、ミゲル・フラーニョ
- アグスティン・ペーニャ（英語版）、アルバロ・ペーニャ
- アレクセイ・ベレズツキ、ヴァシリ・ベレズツキ
- スヴェン・ベンダー、ラース・ベンダー
- マティアス・ポグバ、フロランタン・ポグバ
- アレクセイ・ミランチュク、アントン・ミランチュク
- ロヘリオ・フネス・モリ、ラミロ・フネス・モリ
- 松田陸、松田力
- 森崎和幸、森崎浩司
- 山野孝義、山野孝明
- 西谷優希、西谷和希

#### バスケットボール
- ジョーイ・グラハム、スティーブン・グラハム
- ホーレス・グラント、ハービー・グラント（英語版）
- 小納真樹、小納真良
- ジェイソン・コリンズ、ジャロン・コリンズ
- 竹内公輔、竹内譲次
- 田中沙季、田中優里
- エース・フラッグ（英語版）、クーパー・フラッグ
- マーキーフ・モリス、マーカス・モリス
- 中川和之、中川直之
- 任駿威、任駿飛
- ハイジ・バージ、ヘザー・バージ
- ディック・バン・アースデール、トム・バン・アースデール
- クシシュトフ・ラヴリノヴィチ、ダリウシュ・ラヴリノヴィチ
- ブルック・ロペス、ロビン・ロペス

#### ハンドボール
- 佐久川かおり、佐久川ひとみ

#### バレーボール
- イ・チェヨン、イ・ダヨン
- 大野果歩、大野果奈
- 西堀健実、西堀育実
- エミリア・ニューストロン、エリカ・ニューストロン
- 深澤めぐみ、深澤つぐみ
- 諸隈秀東、諸隈直樹
- 劉鴻敏、劉鴻杰

#### テニス
- ティム・ガリクソン、トム・ガリクソン
- ナディヤ・キチェノク（英語版）、リュドミラ・キチェノク（英語版）
- サンドラ・クレメンシッツ（英語版）、ダニエラ・クレメンシッツ（英語版）
- マイク・ブライアン、ボブ・ブライアン
- クリスティナ・プリスコバ、カロリナ・プリスコバ
- ソンチャット・ラティワタナ（英語版）、サンチャイ・ラティワタナ（英語版）
- アーネスト・レンショー、ウィリアム・レンショー

#### 卓球
- ビクトリア・パブロビッチ、ベロニカ・パブロビッチ
- 松下浩二、松下雄二

#### ゴルフ
- 池内絵梨藻、池内真梨藻
- 岩井明愛、岩井千怜
- 久保啓子、久保宣子

#### ラグビー
- グレン・マーシュ、トニー・マーシュ
- 横山健一、横山伸一
- 彦坂匡克、彦坂圭克
- アンソニー・ファインガ、サイア・ファインガ
- ダン・デュプレア、ジャン＝ルック・デュプレア
- リッチー・アーノルド、ロリー・アーノルド
- ジャック・ティール、ジョシュ・ティール
- トム・カリー、ベン・カリー
- ジョシュ・グッドヒュー、ジャック・グッドヒュー
- アントニオ・ミカエリトゥー、マリノ・ミカエリ＝トゥウ

#### アメリカンフットボール
- ロンデ・バーバー、ティキ・バーバー（英語版）
- シャキーム・グリフィン（英語版）、シャキール・グリフィン（英語版）
- アルビン・ジョーンズ・ジュニア（英語版）、アーロン・ジョーンズ
- デビン・マコーティー（英語版）、ジェイソン・マコーティー（英語版）
- レジー・マッケンジー、ローリー・マッケンジー（英語版）
- マーキス・パウンシー（英語版）、マイク・パウンシー（英語版）
- レックス・ライアン（英語版）、ロブ・ライアン（英語版）

#### アイスホッケー
- 二瓶太郎、二瓶次郎
- ヘンリク・セディン、ダニエル・セディン

### モータースポーツ
- マリオ・アンドレッティ、アルド・アンドレッティ（英語版）
- 栗原正之、栗原宗之
- TWINS - 西村梨沙、西村香折
- トム・コロネル、ティム・コロネル（英語版）

### スキー
- 荻原健司、荻原次晴
- 東和広、東昭広
- フィリップ・メーア、スティーヴ・メーア

### 陸上競技
- 安里秀光、安里俊光
- 大南博美、大南敬美
- 清水将也、清水智也
- 宗茂、宗猛
- 寺尾正・文姉妹 - 寺尾正、寺尾文
- アルビン・ハリソン、カルビン・ハリソン（英語版）
- 松宮隆行、松宮祐行
- 宮内洋子、宮内宏子
- 設楽啓太、設楽悠太
- 久馬悠、久馬萌
- 村山謙太、村山紘太
- 市田孝、市田宏

### 体操
- ポール・ハム、モーガン・ハム
- 李大双（英語版）、李小双

### 水泳

#### 競泳
- 伊藤俊介、伊藤秀介

#### シンクロナイズドスイミング
- 木村真野・紗野 - 木村真野、木村紗野
- 蔣婷婷、蔣文文
- サラ・ジョセフソン、カレン・ジョセフソン
- ペニー・ビゴラス、ビッキー・ビゴラス

### 公営競技

#### 競馬
- 国分優作、国分恭介
- 柴田大知、柴田未崎
- 竹田吉孝、竹田吉秀
- 松本良平、松本心平
- 水野貴広、水野貴史

#### 競艇
- 池田明美、池田浩美
- 川島敏昭、川島和敏
- 山口修路、山口隆史

#### 競輪
- 鬼原積、鬼原秀幸
- 室井健一、室井竜二
- 金澤幸司、金澤竜二
- 瀬戸晋作、瀬戸栄作

### 自転車
- ペーター・ヴェリトス、マルティン・ヴェリトス
- ウラディミール・エフィムキン、アレクサンドル・エフィムキン
- サイモン・イェーツ、アダム・イェーツ

### 将棋
- 畠山成幸、畠山鎮

## 作家
- 椎名桜子、椎名桂子
- 白石一文、白石文郎
- アンソニー・シェーファー、ピーター・シェーファー
- ますい志保、ますいさくら
- 吉村萬壱（作家）、THE SEIJI（漫画家）

### 漫画家
- 大橋薫、楠桂
- 上北ふたご - 上北実那、上北希沙
- かわぐちかいじ、川口協治
- きぃら〜☆ - キィ、ラ〜☆
- 岸本斉史、岸本聖史
- 米山シヲ、稀捺かのと
- 茶匡、瀬田ハルヒ
- セレビィ量産型 - 武将武
- 高木しげよし、モリエサトシ
- ミキマキ - 美樹、麻樹
- 山根青鬼、山根赤鬼
- 椿いづみ、古賀よしき

### 絵本作家
- 浦上かおり、浦上ゆかり
- 田島征彦、田島征三
- ミミィとミーヤン - ミミィ、ミーヤン

### 脚本家
- ジュリアス・J・エプスタイン、フィリップ・G・エプスタイン

### 写真家
- 小林紀晴、小林キユウ

### 映画監督
- オキサイド・パン、ダニー・パン（英語版）

## 政治家
- ヤロスワフ・カチンスキ、レフ・カチンスキ

## 皇族・王族
- ガブリエラ・ド・モナコ、ジャック・ド・モナコ
- ヴィンセント 、ヨセフィーネ

## 歴史上の人物
- 逸見光長、武田信義（甲斐逸見氏、甲斐武田氏の祖）
- クレオパトラ・セレネ、アレクサンドロス・ヘリオス（英語版）（クレオパトラ7世とマルクス・アントニウスの子）
- ティベリウス・ゲメッルス、ゲルマニクス・ゲメッルス（ローマ皇帝ティベリウスの孫）
- 仁明天皇、正子内親王（嵯峨天皇と橘嘉智子の子女で54代天皇と53代天皇皇后。同父同母で生年が同じであるため双子説が根強い）
- 藤原原子、隆円  (中関白藤原道隆と高階貴子の子女で居貞親王の東宮妃と延暦寺権大僧都。諸説はあるが同父同母で生年が同じとされるため双子説が有力)
- 堀田正仲、堀田正虎（大名）
- 結城秀康、永見貞愛（大名、神官）
- ルイーズ・エリザベート・ド・フランス、アンリエット・ド・フランス（フランス国王ルイ15世の娘）
- ロームルス、レムス（ローマ建国の祖）

## その他の人物
- きんさんぎんさん - 成田きん、蟹江ぎん
- ジェンナ・ブッシュ、バーバラ・ピアース・ブッシュ（第43代アメリカ大統領ジョージ・W・ブッシュの娘）
- はらぺこツインズ - 小野かこ、小野あこ（双子の大食いYouTuber）
- ベトちゃんドクちゃん - クエン・ベト、クエン・ドク（ベトナムの結合双生児）
- 東問、東言 - クイズプレイヤー、YouTuber（QuizKnock）

## 2人が別の分野で活動している人物
- 大竹まこと（タレント）、大竹オサム（漫画原作者・バイク雑誌編集者）
- 佳久耀（野球選手）、佳久創（ラグビー選手→俳優）
- 亀山努（野球選手）、亀山忍（俳優）（高校までは双方野球選手として活躍していた）
- 東郷茂彦（ジャーナリスト）、東郷和彦（外交官）
- 野添和子（ドラマプロデューサー）、野添ひとみ（女優）
- サマンサ・ロンソン（ディスクジョッキー）、シャーロット・ロンソン（英語版）（ファッションデザイナー）
- アントーニオ本多（プロレスラー）、本多英一郎（俳優）
- 寺井龍哉（歌人）、大島育宙（お笑い芸人）